# L'Homme homard venu de Mars
Pour plus de détails, voir Fiche technique et Distribution.
L'Homme homard venu de Mars (Lobster Man From Mars) est un film américain réalisé par Stanley Sheff, sorti en 1989.

## Synopsis
Afin de dissimuler au fisc des bénéfices un peu trop juteux, un producteur peu scrupuleux décide de financer un film amateur, « L'Homme homard venu de Mars » au titre tout désigné pour devenir un échec commercial et sauver ainsi la mise.
Le producteur s'installe avec le jeune réalisateur dans la salle de projection afin de visionner le film, avec une intrigue digne des mauvais films de science-fiction des années 1950 : sur la planète Mars qui commence à manquer d'air, le roi envoie sur Terre le redoutable homme homard avec pour mission de puiser dans l'atmosphère terrestre pour sauver la planète rouge ...

## Fiche technique
- Titre français : L'Homme homard venu de Mars
- Titre original : Lobster Man From Mars
- Réalisation : Stanley Sheff
- Scénario : Bob Greenberg, d'après une idée de Stanley Sheff et lui-même
- Décors : Dail White
- Costumes : Shon LeBlanc
- Photographie : Gerry Lively
- Montage : John Peterson et Stanley Sheff
- Musique : Sasha Matson
- Langue : anglais
- Date de sortie :
  - États-Unis : 29 janvier 1989  (première au Festival du film de Sundance)

## Distribution
- Deborah Foreman : Mary
- Dean Jacobson : Stevie Horowitz, le réalisateur
- S.D. Nemeth : Le redoutable homme homard
- Anthony Hickox : John
- Tony Curtis (VF : Michel Roux) : J.P. Shelldrake, le producteur
- Mindy Kennedy : ''Tammy, la secrétaire de Shelldrake
- Phil Proctor : Lou, l'associé de Shelldrake
- Tim Haldeman : Marvin, le projectionniste
- Bobby Pickett : L'astrologue / Le roi de Mars
- Tommy Sledge : Le détective privé
- Jim Bentley : Rufus, l'homme au comptoir
- Skip Young : Zip, le barman
- Fred Holliday : Colonel Ankrum
- William Ackerman : Le mécanicien / Mombo le gorille
- M.G. Kelly : Dick Strange, le reporter à la télé
- Patrick Macnee (VF : Jean Berger) : Professeur Plocostomos
- Christopher Best : Le garçon dans la T-Bird
- Karen Kelley Dugan : La fille dans la T-Bird
- Gary M. Bettman : Le réceptionniste du motel Gomer
- Bruce Tallerman : Nose-O le clown
- Richard Penn : Sergent Schwartz, le soldat
- Stuart Dowling : Skipper Bruce, le pêcheur de homards
- Billy Barty : M. Throckmorton, le médium charlatan
- Todd Kutches : Sergent Goldberg
- Dennis Moynahan : Lester, le campeur
- Diana Frank : Vicki, la campeuse
- Barry Hansen : Le narrateur (crédité comme « Dr Demento »)
- Stanley Sheff : Brainex, la créature dans un bocal (voix)

## Thème
Les déboires financiers d'un producteur véreux ne sont que le prétexte à une parodie des films de science-fiction à petit budget que les États-Unis ont produits à partir des années 1950. Ce prétexte reprend d'ailleurs celui du film Les Producteurs (1968), en remplaçant la comédie musicale par un long métrage.
On trouve ainsi dans le « film dans le film » tous les ingrédients d'un nanar : des personnages stéréotypés (un jeune couple, un scientifique, un militaire, un détective privé), des dialogues insipides, des effets spéciaux simplistes, une intrigue abracadabrante ...

## Genèse
Le titre du film est l'œuvre du célèbre réalisateur Orson Welles. En effet, Stanley Sheff et Orson Welles avaient collaboré en 1978 sur The Orson Welles Show (Sheff était alors le monteur attitré de Welles), et alors qu'ils discutaient un soir de son célèbre canular radiophonique, Orson Welles le décrivit comme « that lobster man from Mars show » (« ce numéro de l'homme homard venu de Mars ») et Stanley Sheff remarqua que cela ferait un excellent titre pour un film.
La même année, Stanley Sheff se voit proposer un budget de 50 000 $ afin de réaliser un long métrage. Avec son partenaire d'écriture Bob Greenberg, ils retiennent l'idée d'un « film dans le film » afin de tourner en leur faveur le faible budget alloué au film. Mais l'argent promis n'arrivera jamais, et le scénario, bien que rédigé en à peine deux semaines, ne sera porté à l'écran que dix ans plus tard.
Environ trois ans plus tard, le projet est relancé et des maquettes sont même construites pour le vaisseau spatial, l'arme au rayon laser et la chauve-souris, avec cette fois un budget porté à 150 000 $. Mais Bob Greenberg meurt dans un accident de voiture, et le projet est une fois de plus mis à l'arrêt.

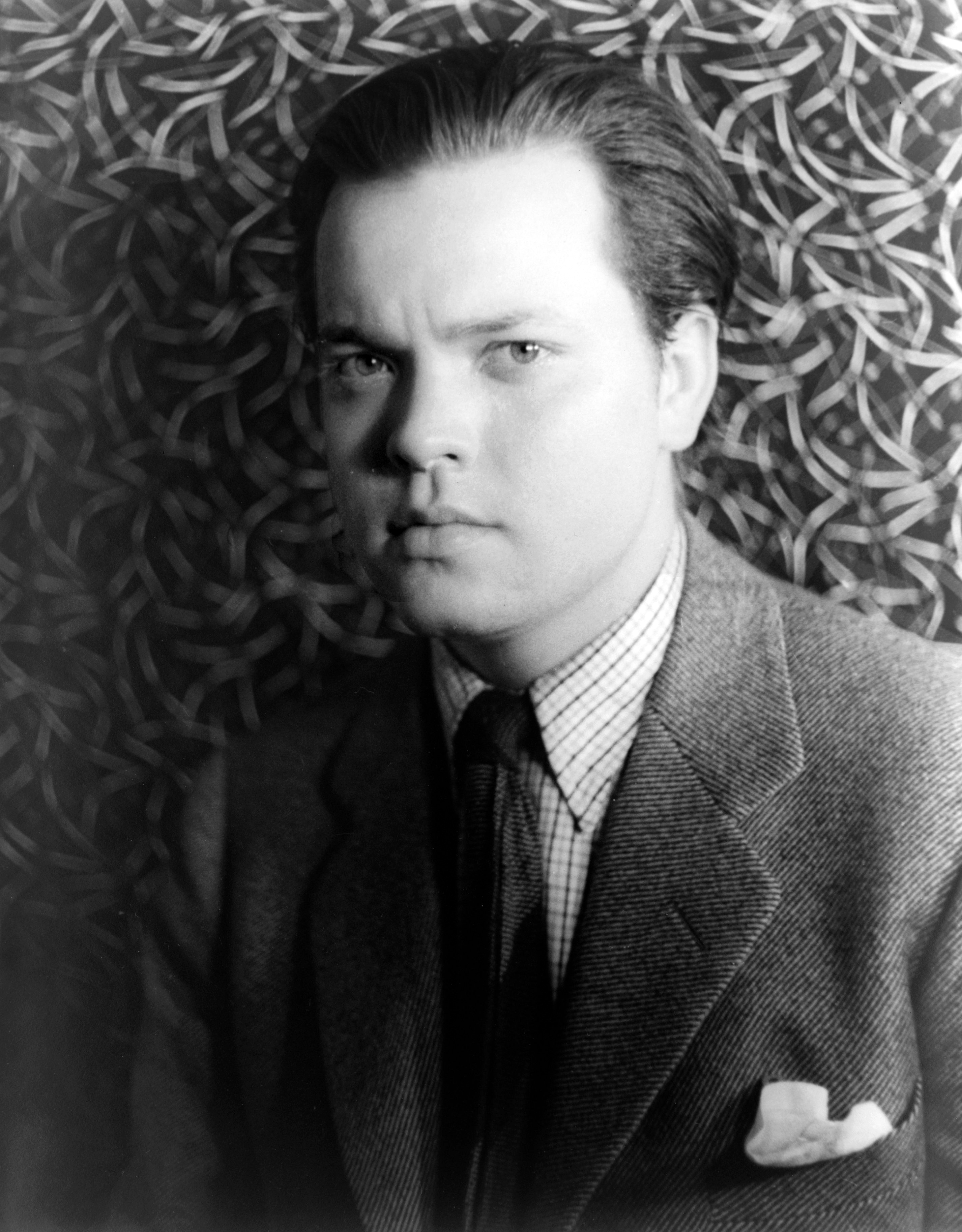
Le célèbre réalisateur Orson Welles est l'auteur du titre du film.

Sheff n'abandonne pas pour autant, et se tourne vers Steven Greene qui dirige le département d'animation des studios Warner Bros. Greene transmet le projet à Steffan Ahrenberg, d'Electric Pictures qui est en train de produire son premier film, Waxwork. Ahrenberg apprécie le scénario et obtient l'accord d'acteurs tels que Tony Curtis, Billy Barty et Bobby Pickett, mais aussi de divers acteurs et techniciens travaillant sur Waxwork, parmi lesquels le directeur de la photographie Gerry Lively, le réalisateur Anthony Hickox et les acteurs Patrick Macnee et Deborah Foreman.
Stanley Sheff obtient ainsi un budget plus confortable de 350 000 $ , qui montera ensuite à 800 000 $ . Une fois le tournage fini, et avant même la postproduction, une bande-annonce permet de vendre les droits d'exploitation pour une somme de 1 400 000 $ , rendant ainsi le film bénéficiaire avant même sa sortie en salles.
Le film est tourné durant l'été 1988, pendant une grève des scénaristes. Sheff, qui a préparé ce film pendant une dizaine d'années, voit le tournage se passer sans encombre. Il met notamment en pratique les nombreux conseils prodigués par son ami Orson Welles alors qu'il était son monteur attitré, une expérience qu'il qualifiera comme « une année d'études de cinéma avec Welles comme professeur ».
Certaines prises de vue se font dans des lieux souvent utilisés pour des films de science-fiction, notamment Bronson Canyon et Tapia Park, ce dernier présentant l'avantage de rassembler en un seul endroit des paysages de forêts, de marécages et de montagnes accidentées. C'était aussi un clin d'œil aux films qui avaient servi d'inspiration pour le scénario.
La première du film a lieu le 29 janvier 1989 au Festival du film de Sundance, avec en prime une nomination au Grand Prix du jury.

## Distribution
Le casting comporte deux acteurs célèbres : Tony Curtis (Amicalement vôtre) en producteur véreux, et Patrick Macnee (Chapeau melon et bottes de cuir) en scientifique enthousiasmé par la découverte d'une vie extraterrestre.
Tony Curtis avouera plus tard dans son autobiographie n'avoir accepté le rôle qu'en raison du cachet de 100 000 $ et avoir tourné les scènes en ignorant ce à quoi il était censé réagir à l'écran. Le rôle de J.P. Shelldrake devait à l'origine être interprété par Orson Welles, ami du réalisateur et qui avait imaginé le titre du film, mais il mourut en 1985.
Les deux héros du « film dans le film » sont John et Mary (des prénoms on ne peut plus banals), respectivement interprétés par Anthony Hickox et Deborah Foreman. Le premier s'est surtout fait connaître comme réalisateur (Hellraiser 3, Contamination) tandis que la seconde s'était fait remarquer par son rôle d'une jeune campagnarde tombant amoureuse d'un punk (interprété par Nicolas Cage) dans la comédie Valley Girl (1983).
Billy Barty interprète M. Throckmorton, un médium charlatan, un rôle initialement prévu pour Vincent Price mais que ce dernier ne put assurer, n'étant pas disponible lors du tournage.
Tommy Sledge reprend son rôle du détective privé homonyme qu'il interprétait la même année dans la série Tommy Sledge, P.I.. Son personnage fut ajouté tardivement au scénario, à la faveur d'une rencontre entre l'acteur et le réalisateur sur un tournage. Le réalisateur n'eut aucun mal à insérer le personnage du détective à l'intrigue basique du film, et l'acteur imagina lui-même ses dialogues.
Bobby Pickett interprète les deux rôles du roi de Mars et de l'astrologue, se donnant ainsi la réplique à lui-même. Il reste surtout connu comme étant l'auteur de la chanson Monster Mash très populaire aux États-Unis pendant la fête de Halloween.
C'est la première apparition à l'écran de Dean Jacobson qui interprète le jeune réalisateur. Il a peu tourné par la suite, on a pu l'apercevoir dans des rôles secondaires dans Chucky 3 (1991) ou Junior (1994).

## Effets spéciaux
Dans la lignée parodique du film, les effets spéciaux sont volontairement bon marché. Notamment, on peut clairement apercevoir dans un plan les ficelles qui tiennent en l'air une chauve-souris martienne. Bien qu'involontaire, cette « bourde » fut conservée au montage car elle s'insérait parfaitement dans le thème du film.
Le décollage de la soucoupe volante sur Mars, accompagné d'un rayon vert, est dû à la société Howard Anderson, auteur des effets spéciaux de la série télévisée Star Trek et qui a réutilisé pour le film l'effet visuel du téléporteur de Star Trek. C'est également le champ d'étoiles de Star Trek qui est utilisé pour la première séquence du film.
L'arrivée de la soucoupe volante sur Terre, passant au-dessus de la voiture de John et Mary et s'écrasant dans une grotte, fut tournée selon la technique traditionnelle en utilisant une miniature en arrière-plan.
Lorsque Mombo, le gorille de l'espace, meurt après avoir été aspergé d'eau chaude, on voit ses « entrailles » être éjectées de son casque. Pour obtenir l'effet voulu, le casque était en réalité incliné à 45 degrés, de même que la caméra, donnant ainsi l'impression que le casque était à plat sur le sol. Il suffisait alors de faire tomber hors champ les entrailles à travers le casque pour que celles-ci semblent jaillir hors du casque.